# Любівська
Лю́бівська — гідрологічна пам'ятка природи місцевого значення в Україні. Об'єкт природно-заповідного фонду Харківської області. 
Розташована на території Краснокутського району Харківської області, на північ від центральної частини села Любівка. 
Площа 5,8 га. Статус присвоєно згідно з рішенням облради від 23.12.2003 року. Перебуває у віданні ДП «Гутянське лісове господарство» (Краснокутське л-во, кв. 113, вид. 1). 
Статус присвоєно для збереження мінерального джерела типу «Миргородська», яке не має аналога в Краснокутському районі. Джерело розташоване серед невеликого лісового масиву, в якому переважають насадження акації білої.